# Arikapú
Arikapú (Aricapu), pleme američkigh Indijanaca porodice Yabuti, nastanji na gornjem toku Rio Branca, pritoke Guaporé, u brazilskoj državi Rondônia na rezervatima Terra Indígena Rio Branco i Terra Indígena Guaporé, općina Guajará-mirim. Njihovo točno brojno stanje nije poznato (23 prema CIMI-ju), a broj govornika iznosi 6 (1998 SIL). Njihovi bliži srodnici bili su Maxubí koje 1914. spominje piukovnik Fawcett. Franz Caspar (1955) drži da bi mogli biti identični Maxubima.

## Vanjske poveznice
- Arikapú
- Arikapu